# Canton du Creusot-Est
Le canton du Creusot-Est est un ancien canton français situé dans le département de Saône-et-Loire et la région Bourgogne-Franche-Comté.

## Histoire
Canton créé par la loi du 25 mars 1868 (division du canton de Montcenis).

### Conseillers généraux de l'ancien canton duCreusot(de 1868 à 1973)
| Période | Période      | Identité                 | Étiquette             | Qualité |
| ------- | ------------ | ------------------------ | --------------------- | --- |
| 1868    | 1875 (décès) | Eugène Joseph Schneider  | Majorité dynastique   | Directeur de forges Député (1845-1848 et 1852-1870) Ministre de l'Agriculture Ancien conseiller général du Canton de Montcenis |
| 1876    | 1898 (décès) | Henri Adolphe Schneider  | Droite                | Industriel Maire du Creusot (1871-1896), conseiller d'arrondissement Député (1889-1898) |
| 1898    | 1904         | Charles Eugène Schneider | Action libérale       | Directeur des usines Maire du Creusot (1896-1900) Député (1889-1910) |
| 1904    | 1910         | Claude Bourdeau          | Libéral               | Contremaître aux usines Schneider |
| 1910    | 1919         | Claude Coureau           | Gauche démocratique   | Ingénieur métallurgiste Chef de service aux usines du Creusot Député (1910-1914) |
| 1919    | 1922         | Louis Marcel Bichet      | Républicain           | Docteur en médecine - Maire du Creusot (1919-1925) |
| 1922    | 1928         | Léon Defontaine          | Radical               | Docteur en médecine au Creusot, ancien chirurgien en chef de l'hôtel-dieu de Mâcon |
| 1928    | 1940         | Victor Bataille          | Rad. Ind.             | Avocat - Maire du Creusot (1929-1944) Député du Cantal (1919-1924) Député de Saône-et-Loire (1932-1940) Nommé membre de la Commission administrative départementale en 1941 Nommé conseiller départemental en 1942 Président du Conseil départemental (1942-1945) |
|         |              |                          |                       | |
| 1945    | 1951         | Pierre Bourguet          | DVD                   | Instituteur aux Etablissements Schneider |
| 1951    | 1966 (décès) | Jean Garnier             | RPF puis DVD puis UNR | Médecin Maire du Creusot (1947-1966) Député (1958-1962) |
| 1966    | 1973         | Henri Prêtet             | RI                    | Responsable du service ""cadres"" aux usines du Creusot Adjoint au Maire du Creusot Elu en 1973 dans le Canton du Creusot-Ouest |

### Conseillers d'arrondissement du canton du Creusot (de 1868 à 1940)
| Période                                  | Période      | Identité                     | Étiquette   | Qualité |
| ---------------------------------------- | ------------ | ---------------------------- | ----------- | --- |
| 1868                                     | 1876         | Henri Adolphe Schneider      | Droite      | Sous-directeur des usines, maire du Creusot                                                                 |
| 1876                                     | 1886         | Joseph Laferté               | Droite      | Secrétaire général des usines du Creusot, domicilié au château de la Verrerie                               |
| 1886                                     | 1901 (décès) | Louis Hippolyte Bollet       | Droite      | Chef de la comptabilité aux usines du Creusot                                                               |
| 1901                                     | 1919         | Georges Rebillard            | Droite      | Médecin, maire du Creusot (1900-1919)                                                                       |
| 1919                                     | 1925         | Philibert Daligand           | Républicain | Représentant de commerce, adjoint au maire du Creusot                                                       |
| 1925                                     | 1931         | Gaston Demaizière            | SFIO        | Cheminot, adjoint au maire du Creusot                                                                       |
| 1931                                     | 1940         | Maurice Lagoutte (1867-1942) | RG          | Médecin, chirurgien-chef à l'Hôtel-Dieu du Creusot                                                          |
| 1940                                     |              |                              |             | Les conseils d'arrondissement ont été suspendus par la loi du 12 octobre 1940 et n'ont jamais été réactivés |
| Les données manquantes sont à compléter. |              |                              |             | |

## Représentation

### Conseillers généraux du canton du Creusot-Est (1973-2015)
| Période | Période | Identité           | Étiquette | Qualité                                                                           |
| ------- | ------- | ------------------ | --------- | --------------------------------------------------------------------------------- |
| 1973    | 1976    | Henri Lacagne      | UDR       | Eleveur - Député (1968-1978) Maire du Creusot (1966-1977)                         |
| 1976    | 2001    | André Laffly       | PS        | Instituteur puis professeur d'EPS Adjoint au Maire du Creusot (1977-2008)         |
| 2001    | 2015    | Evelyne Couillerot | PS        | Documentaliste Maire-adjointe du Creusot Elue en 2015 dans le Canton du Creusot-2 |

## Composition
| Communes             | Population (2012) | Code postal | Code Insee |
| -------------------- | ----------------- | ----------- | ---------- |
| Le Breuil            | 3667              | 71670       | 71059      |
| Le Creusot           | 26 283 (1)        | 71200       | 71153      |
| Saint-Firmin         | 773               | 71670       | 71413      |
| Saint-Sernin-du-Bois | 1720              | 71200       | 71479      |

(1) fraction commune.

## Démographie
| 1962 | 1968 | 1975 | 1982 | 1990 | 1999   | 2007   |
| ---- | ---- | ---- | ---- | ---- | ------ | ------ |
| -    | -    | -    | -    | -    | 18 472 | 16 605 |